# Signalwinde
Eine Signalwinde dient zum Stellen eines mechanischen Eisenbahnsignals. Im Gegensatz zum Signalhebel wird hier eine Kurbel bedient, deren Drehbewegungen sich über ein  Schneckengetriebe auf die Seilrolle übertragen. Dies verbessert das Drehmoment, so dass das Signal 1200 m bis 1800 m vom Stellwerk entfernt stehen kann.
Bestandteile einer Signalwinde sind die Seilrolle und die kleine Stellrillenrolle sowie Kurbel, Schalthebel und ein Störschild. Die Baubreite der Signalwinde unterscheidet sich nicht von der eines Signalstellhebels, so dass sie bei Bedarf auf der Hebelbank gegeneinander ausgetauscht werden können.
Auch mit der Signalwinde kann man zwei- oder dreibegriffige Signale darstellen. Um beispielsweise ein Formhauptsignal in eine der beiden Fahrtstellung zu setzen, wird zunächst ein Schalthebel umgelegt, der die gewünschte Stellung (Hp1 oder Hp2) festlegt. Anschließend kann dann die Kurbel in die Richtung des Schalthebels gedreht werden. Je nach Bauart sind zwei oder vier Umdrehungen notwendig, um das Signal umzustellen.